# Seigneurie des Mille-Îles
Pour les articles homonymes, voir Mille Îles.
La seigneurie des Mille-Îles, ou seigneurie des Mille-Isles selon la graphie originale, était une seigneurie canadienne. Concédée en 1683, son vaste territoire se situait dans les Basses-Laurentides, sur les rives de la rivière des Milles-Îles. En 1718, la seigneurie est divisée en deux, et la moitié Est deviendra la seigneurie de Blainville. La partie Ouest restante conserve le nom de seigneurie des Mille-Îles, mais est aussi appelée seigneurie de la Rivière-du-Chêne ou encore seigneurie Dumont à l'époque où cette famille en est propriétaire. En 1752, le seigneur Eustache Lambert-Dumont obtient une concession plus au nord, laquelle prendra le nom d'augmentation de la seigneurie des Mille-Îles et plus tard celui de seigneurie de Bellefeuille. 

## Géographie
À son expansion maximale, la seigneurie de Mille-Îles couvre un vaste territoire au nord de l’archipel d’Hochelaga correspondant approximativement aux actuelles villes de Saint-Eustache, Mirabel, la plus grande partie des municipalités régionales de comté de Thérèse-De Blainville et de la Rivière-du-Nord, de même que la municipalité de Mille-Isles dans la municipalité régionale de comté d’Argenteuil, laquelle tire son nom de l’ancienne seigneurie. La seigneurie des Mille-Îles initiale prend la forme d'un carré dont les dimensions correspondent à 3 lieues de front sur 3 lieues de profondeur, soit une superficie d’environ 214 km2 sur la rive gauche de la rivière des Mille Îles. Sur la rive opposée se trouve la seigneurie de l'Île-Jésus, aujourd’hui Laval, alors que la seigneurie de Terrebonne se trouve au nord-est en aval. Lors d’une reconcession, le territoire de la seigneurie est agrandi vers l’ouest jusqu’à la rivière du Chêne, ce qui porte ses dimensions à 4,5 lieues de front sur 3 lieues de profondeur, ou environ 321 km2. La seigneurie est alors limitrophe au sud-ouest de la seigneurie du Lac-des-Deux-Montagnes. Enfin, une augmentation au nord-ouest de la seigneurie existante est accordée ultérieurement. Cette augmentation double les dimensions de la seigneurie, soit un ajout de à 4,5 lieues de front sur 3 lieues de profondeur, portant la superficie totale à environ 642 km2. Les territoires plus au nord seront développés seulement dans la deuxième moitié du XIXe siècle.
La seigneurie se situe dans les basses-terres du Saint-Laurent jusqu’au piémont des Laurentides. Elle est située sur la rive gauche de la rivière des Mille Îles en amont du lac des Deux Montagnes. Elle est arrosée par ses tributaires, la rivière du Chêne et la rivière Mascouche, de même que par la rivière du Nord.

## Histoire
En 1683, Michel-Sidrac Dugué de Boisbriant se fait concéder la seigneurie par le gouverneur Joseph-Antoine Le Febvre de La Barre et l'intendant Jacques de Meulles. Dugué est occupé par sa carrière militaire et la traite des fourrures. Il meurt en 1688 sans avoir concédé de terres dans la seigneurie. Comme Dugué ne remplit pas ses devoirs de seigneur, la seigneurie est réunie au domaine en 1714. C’est la première fois que l’arrêt de Marly est appliqué en Nouvelle-France. Elle est reconcédée la même année, avec l’agrandissement à l’ouest, à Charles-Gaspard Piot de Langloiserie et à Jean Petit, gendres de Dugué. L’année suivante, Langloiserie meurt. Sa veuve Marie-Thérèse Dugué de Boisbriand et à ses enfants héritent de sa part de la seigneurie. En 1718, la seigneurie est séparée en deux : la partie Est devient le fief de Langloiserie, future seigneurie de Blainville, et la partie Est devient le fief Petit. En 1752, une augmentation au nord doublant la superficie de la seigneurie est concédée par le gouverneur Jonquière et par l'intendant François Bigot. Chevauchant la seigneurie voisine du Lac-des-Deux-Montagnes, elle fait l’objet de démêlés avec ses propriétaires, les Sulpiciens.
En 1807, à la mort d’Eustache-Louis Lambert Dumont, alors seigneur, suivant les dispositions du testament, l’usufruit des biens et de la seigneurie des Mille-Isles, alors également appelée seigneurie Dumont, est partagé aux deux tiers à son fils Eustache-Nicolas Lambert-Dumont et au tiers à sa fille Louise-Angélique Lambert-Dumont, l’augmentation située au nord étant également partagée.

## Postérité
La Commission scolaire de la Seigneurie-des-Mille-Îles, dont le siège est à Saint-Eustache, dessert la population de l’ensemble des Basses-Laurentides.